# 俄羅斯的伊萬·康斯坦丁諾維奇王子
伊萬·康斯坦丁諾維奇（俄语：Иоанн Константинович，1886年7月5日—1918年7月18日），康斯坦丁·康斯坦丁諾維奇大公之长子，沙皇尼古拉一世之曾孫。
1911年，伊萬·康斯坦丁諾維奇（24歲）與塞尔维亚王国的塞爾維亞的埃萊娜（27歲）結婚，兩人共有1子1女：
- 弗謝沃洛德·伊凡諾維奇（英语：Prince Vsevolod Ivanovich of Russia）（1914年—1973年），他過世後皇室的康斯坦丁一系絕嗣。
- 葉卡捷琳娜·伊凡諾芙娜（英语：Princess Catherine Ivanovna of Russia）（1915年—2007年）

1918年，伊萬·康斯坦丁諾維奇與他的兩個弟弟、第二代堂弟弗拉基米爾·帕雷以及其他親戚被布尔什维克處決，遺體葬於中國北京市。